# Auf den Nägeln brennen
Auf den Nägeln brennen (auch: unter den Nägeln brennen, ältere Formen: auf den Nagel, auf die Nägel, in die Nägel brennen) ist eine Redewendung der deutschen Sprache mit der Bedeutung „sehr dringlich sein“. Beispielsatz: „Die Sache brennt mir auf den Nägeln“.

## Sprachliche Entwicklung
Die Redewendung erschien zuerst im 16. Jahrhundert, in einer vergleichenden Sammlung lateinischer, griechischer und deutscher Sprichwörter von Eberhard Tappe, der bei der Erläuterung der lateinischen Redewendung res ad triarios rediit (ungefähr: „es ist zum Äußersten gekommen, jetzt müssen die letzten Mittel aufgeboten werden“) als ‚sehr ähnliche‘ Redewendung anführt: „die kertz ist vff den nagel gebrant“ (1539). Es handelt sich dabei um keine gelehrte Neubildung Tappes, sondern nach dessen Auskunft um eine zu seiner Zeit ‚bei den Deutschen im Volk beliebte‘ Prägung („hodie apud Germanos uulgo celebratum“). In geringfügig abweichender Form („Die kertz ist auff den nagel verbrant“) erscheint sie bald darauf bei Sebastian Franck in dessen Sprichwörtersammlung von 1541 und im 17. Jahrhundert dann wieder übereinstimmend mit Tappe in der poetischen Sprichwörtersammlung von Eucharius Eyering (1601) sowie unter Verweis auf Tappe bei Johann Gerling in dessen Kommentar zu den Adagia des Erasmus: „Die kertz ist auff den nagel gebrandt“ (1649).
Nicht nur in Sprichwörtersammlungen, sondern auch in praktischer Verwendung ist sie schon im 16. Jahrhundert belegt, so in Briefen von Graf Johann VI. von Nassau Dillenburg, der hierbei jeweils nicht von einer Kerze, sondern von „feuer“ (1583) bzw. „liecht“ (1591) spricht, das „(uns) uff den nagel“ brennt, wie auch in einer 1652 anonym publizierten juristischen Streitschrift des Ravensberger Regierungsrates Thomas Schlipstein davon die Rede ist, dass jemandem infolge von Verschwendung seiner Güter „das liecht zimlich auff den nagel gebrant“ ist.
Im 18. Jahrhundert gewinnt die Redewendung weite Verbreitung unter anderem in der Predigt, in der historischen und in der Schönen Literatur und findet Eingang auch in Übersetzungswörterbücher. Inhaltlich wird sie verwendet mit Bezug auf militärische, politische, finanzielle, gesundheitliche und sonstige Notlagen, hierbei speziell im geistlichen Bereich zuweilen auch in Verbindung mit der emblematischen Vorstellung, dass das menschliche Leben „vergehet wie eine angezündete Kertz“. In der sprachlichen Gestalt wird die Redewendung dabei nur noch vereinzelt, so besonders im Bereich der Predigt, in der Fügung der älteren Sprichwortsammlungen verwendet, mit einer Kerze oder einem (Kerzen-)Licht, das auf den Nagel herunterbrennt, meist aber als freier variierte Redewendung, bei der an die Stelle der Kerze als allgemeinerer bildlicher Ausdruck „das Feuer“, ein nicht mehr metaphorisch umschriebenes Abstraktum wie „die Noth“ oder der unpersönliche Ausdruck „es (brennt)“  tritt, ebenso anstelle des Singulars „auf den Nagel“ häufig der Plural „auf die Nägel“ und hierbei dann als Präposition anstelle von auf vereinzelt auch „in die Nägel“ und „unter die Nägel“ erscheint. Auch die gerichtete Vorstellung des Herabbrennens „auf den Nagel“ oder „auf die Nägel“ wird hierbei seit der Mitte des 18. Jahrhunderts zuweilen bereits durch die Vorstellung ersetzt, dass etwas („Feuer“ bzw. „es“) „auf den Nägeln“ brennt.
In der Literatur des 19. Jahrhunderts erscheint die sprichwörtliche Form des 16./17. Jahrhunderts mit ausdrücklich brennender „Kerze“ vorwiegend noch in Sprichwortsammlungen als Übernahme aus den älteren Vorgängern, mündlich scheint sie dagegen noch weitergelebt zu haben. Von Josua Eiselein wurde sie 1840 in der Form „Das Kerzlein ist mir bis auf den Nagel abgebrannt“ als im ‚Volksmund‘ noch lebendig angeführt, und speziell für den Aachener Raum wurde die ältere Fassung 1886 in der mundartlichen Form „Bei döm hat de Kêtz agene [= an den] Nagel gebrankt“ registriert. Ansonsten setzt der literarische Sprachgebrauch des 19. Jahrhunderts den des 18. in seinen verschiedenen Varianten fort, mit zunehmender Dominanz der Pluralform „auf den Nägeln“, zu der seit dem Anfang des Jahrhunderts auch die neue Variante „unter den Nägeln“ hinzukommt.
Erst im Verlauf des 20. Jahrhunderts verfestigt die Redewendung sich in der heute geläufigen Form, bei der vorwiegend die unpersönliche Formulierung „es brennt“ verwendet oder als grammatisches Subjekt ohne metaphorische Beschreibung die ‚brennende‘ Sache (eine Angelegenheit, ein Problem, ein Thema, eine Frage usw.) direkt beim Namen genannt wird und hauptsächlich noch die Pluralformen „auf den Nägeln“ und „unter den Nägeln“ miteinander konkurrieren. Während sie in älterer Zeit auch und besonders der Umschreibung einer äußeren oder materiellen Bedrängnis – militärische oder politische Gefahr, das Endstadium einer Krankheit, finanzielle Not (nahezu „abgebrannt sein“) – gedient hatte, hat sich die Bedeutung in jüngerer Zeit der von „auf der Seele brennen“ angenähert und damit eher auf den inneren Drang fokussiert.

## Herkunftsthesen
Die Redewendung kommt in ähnlicher Form auch im Ungarischen sowie im Russischen und anderen slawischen Sprachen vor. An sie hat sich eine serbisch und bulgarisch belegte volkstümliche Erzählung geknüpft, wonach die Redewendung entstand, nachdem eine böse Schwiegermutter den Gehorsam der Braut ihres Sohnes am Abend der Hochzeit auf die Probe stellen wollte, indem sie ihr eine Kerze zu halten gab und ihr zu schweigen befahl: die Braut bewahrte das Schweigen, auch als die Kerze bis auf ihre Nägel herunterbrannte, und bewahrte es weiter für ein ganzes Jahr.
Die deutsche Redewendung wollte Eiselein (1840) von einer „Sitte“ herleiten, „in Kirchen kleine Wachskerzchen auf den Nagel des Daumen zu kleiben [kleben], und sich beim Lesen zu leuchten“. In der ursprünglichen bildlichen Vorstellung würde es sich demnach nicht um eine zwischen den Fingern gehaltene, sondern um eine auf den Daumen geklebte Kerze handeln, was sich sprachlich gut zu der Singularform „auf den Nagel“ der ältesten Belege fügen und ihr eine wörtlich-konkrete Bedeutung verleihen würde, während die spätere Entwicklung den Singular als Umschreibung für „die Nägel“(als Synekdoche ‚singularis pro plurale‘) interpretiert. Allerdings hat schon Constantin von Wurzbach (1863) Bedenken gegen die Voraussetzbarkeit der behaupteten ‚Sitte‘ erhoben. Die Erklärung wurde jedoch in Wörterbüchern und sonstiger Literatur bis in die jüngste Zeit vielfach für erwägenswert gehalten oder akzeptiert.
Nach einem Vorschlag von Friedrich Seiler (1922) soll die Redewendung stattdessen ähnlich wie jemandem Daumenschrauben anlegen und auf heißen Kohlen sitzen dem rechtlich-justitiellen Bereich entstammen, nämlich auf eine mittelalterliche Folterpraxis zurückzuführen sein, bei der dem Inquisit glühende Kohlen auf die Fingerspitzen gelegt worden seien. Da die ältesten Belege der Redensart im 16. Jahrhundert (Tappius, Franck) jeweils ausdrücklich von einer Kerze sprechen, scheidet für sie dieser Ansatz aus. Als Folterpraxis oft beschrieben ist jedoch in frühneuzeitlicher Literatur das Verfahren, eine Lunte, ein Schwefelhölzchen oder einen Kienspan unter die Nägel zu treiben und dann anzuzünden, und dies könnte zumindest sekundär zur Entstehung der jüngeren Variante „unter den Nägeln brennen“ beigetragen haben.